# Phare de Grays Harbor
Le phare de Grays Harbor est un phare situé sur Point Chehalis au sud-est l'embouchure de Grays Harbor, dans le Comté de Grays Harbor (État de Washington), aux États-Unis.
Ce phare est géré par la Garde côtière américaine, et les phares de l'État de Washington sont entretenues par le District 13 de la Garde côtière  basé à Seattle.
Il est inscrit au Registre national des lieux historiques depuis le 2 novembre 1977.

## Histoire
Le phare de Grays Harbour est le plus haut phare de l'État de Washington et le troisième plus haut de la côte ouest. Il marque l'entrée de Grays Harbor, qui est l'un des rares ports sur la côte de l'état. Il a été mis en service en 1898. Sa construction a commencé en 1897, à 120 m du bord de l'océan, en utilisant des plans élaborés par l'architecte Carl W. Leick (en). Les accumulations massives d'alluvions sur la jetée à l'entrée de Grays Harbour, ont depuis éloigné le phare de plus de 900 m de la marée haute.
En 1977, le phare a été inscrit au Registre national des lieux historiques. En 2004, en vertu de la Loi de 2000 sur la préservation des phares historiques nationaux, la propriété a été transférée à la Westport-South Beach Historical Society, qui effectue des visites régulières. Le phare est adjacent au Westport Light State Park (en).

## Description
La tour mesure 33 m de haut et elle a été érigée sur une fondation en grès de 3,7 m d'épaisseur. Les murs du phare, qui ont plus d'un mètre d'épaisseur à la base, sont faits en maçonnerie de briques enduites. À l'origine, les fenêtres éclairaient l'intérieur de la tour, mais elles ont été murées lorsque la station a été électrifiée. Un escalier métallique intérieur en spirale de 135 marches à la salle des lanternes.
Sa caractéristique initiale était un éclair blanc de cinq secondes, obscurité, puis un éclair rouge de cinq secondes. Après l'électrification du phare, sa caractéristique est devenue un éclair blanc suivi de 15 secondes d'obscurité, puis des éclairs rouges suivis de 15 secondes d'obscurité. En août 1992, la lentille de Fresnel d'origine a été remplacée par une lumière plus petite fabriquée en Nouvelle-Zélande et montée sur le balcon. Elle  fonctionne avec une ampoule de 35 watts. L'objectif original occupe toujours la pièce de la lanterne. À la fin des années 1960, le phare avait été automatisé.
Le phare émet, à une hauteur focale de 38 m, alternativement toutes les 15 secondes, un feu blanc de secteur d'une portée de 19 milles nautiques (environ 35 km) et un feu rouge de secteur de même portée.
Identifiant : ARLHS : USA-342 - Amirauté : G4726 - USCG : 6-0720 .
NGA : 13860.

## caractéristique duFeu maritime
Fréquence : 30 secondes (alternativement W-R)
- Lumière : 0.1 seconde
- Obscurité : 14.9 secondes

|                     |
| Grays Harbor (1910) |

|                      |
| L'escalier intérieur |

|          |
| Le phare |

### Lien connexe
- Liste des phares de l'État de Washington